# Ааре Мяеметс
А́аре Мя́еметс (до 1936 року Harry Michelson, ест. Aare Mäemets; 18 січня 1929, Таллінн — 24 листопада 2002, Елва) — естонський гідробіолог, зоолог, лімнолог, еколог та фотограф-натураліст.

## Біографія
Ааре Мяеметс народився в Таллінні 18 січня 1929 року. У 1949 році закінчив гімназію в талліннському районі Нимме (VI випуск).
У 1954 році закінчив Тартуський національний університет за спеціальністю біологія.

## Наукова діяльність
Впродовж 1955—1999 років Ааре Мяеметс працював в Естонському інституті зоології та ботаніки. З 1961 року кандидат біологічних наук, робота в лімнологічному центрі Виртс'ярве при Інституті зоології та ботаніки. 3 1986 року старший науковий співробітник Інституту. Займався вивченням гіллястовусих раків.
У 1965 і 1974 роках склав загальноприйняту типологію естонських озер. Розробив систему лімнологічного районування Естонії. Дослідив, дав оцінку стану і рекомендації щодо збереження більшості озер країни. Зроблені Мяеметсом фотографії використовувалися в популярних журналах і наукових працях (у тому числі і в його власних).
З 1955 до 1984 року був на посаді заступника Голови комісії з питань охорони природи при Академії Наук Естонської РСР.
Ааре Мяеметс — один із засновників Фонду природи Естонії в 1991 році.

## Нагороди
- 1971 — премія Радянської Естонії (державна премія Естонської РСР) за книгу «Естонські озера»
- 1984 — медаль Карла Ернста фон Бера
- 1990 — природоохоронна премія імені Ееріка Кумарі
- 2001 — Орден Білої зірки III класу

## Родина
- Дружина — Айме Мяеметс (1930—1996), відомий естонський гідроботанік.